# Веселий шпиль
Весе́лий шпиль — геологічна пам'ятка природи місцевого значення в Україні. Об'єкт розташований на території Черкаського району Черкаської області, квартал 5 Григорівського лісництва, 350 м на схід від села Трахтемирів. 
Площа 3,75 га. Статус надано згідно з рішенням ОВК від 28.11.1979 року № 597. Перебуває у віданні Бобрицької сільської громади (як правонаступника Григорівської сільської ради). 
Статус надано для збереження природно-історичного комплексу гори «В'язники» з береговим уступом-урвищем (висота 15 м) на березі Канівського водосховища. На горі виявлено поселення доби бронзи. 
Геологічна пам'ятка природи «Веселий шпиль» входить до складу регіонального ландшафтного парку «Трахтемирів».